# Hammer to Fall
Singles de Queen
It's a Hard Life
(1984) Thank God It's Christmas
(1984)
Hammer to Fall est une chanson du groupe de rock britannique Queen, sortie en single en 1984. Écrite par Brian May, elle est extraite de l'album The Works sorti la même année. Il s'agit du quatrième et dernier single extrait de cet album, bien que la version single soit plus courte que celle de l'album.

## Autour de la chanson
Les paroles de la chanson font référence à la période de la Guerre froide qui voit grandir les membres de Queen, mais évoquent également la mort et son inéluctabilité. Dans une lettre publiée sur son site, Brian May affirme que « Hammer to Fall parle de la vie et de la mort, et d'être conscient que la mort fait partie de la vie. […] Le marteau (« Hammer ») qui s'abat n'est qu'une représentation de la grande faucheuse qui fait son travail ».

## Pochettes
Différentes pochettes accompagnent la sortie du single : une entièrement rouge avec le nom du groupe et le titre, très commune, et une autre très rare avec une photo live du groupe, qui est maintenant un objet collector.

## Clip vidéo
Le clip de la chanson, réalisé par David Mallet, est une performance en concert du groupe. Il a été tourné pendant The Works Tour durant leur passage à Bruxelles.

## Classements
| Classements (1984) | Meilleure position |
| ------------------ | ------------------ |
| Irlande            | 10                 |
| Royaume-Uni        | 13                 |
| Australie          | 55                 |

## Crédits
- Freddie Mercury : chant principal et chœurs
- Brian May : auteur, guitare électrique et chœurs
- Roger Taylor : batterie et chœurs
- John Deacon : guitare basse
- Fred Mandel : synthétiseur
- Reinhold Mack : producteur

## Utilisation dans d'autres médias
La chanson est mentionnée dans le roman de science-fiction Les Tommyknockers de Stephen King, publié en 1987.
La chanson a été utilisée pour le film Highlander en 1986 dont le groupe a signé la B.O. La chanson est également présente dans l'épisode 6 de la saison 2 de Stranger Things (2017).
En 2010, la chanson est disponible en contenu téléchargeable du jeu vidéo Rock Band 3.